# Ключевское сельское поселение (Бурятия)
Се́льское поселе́ние «Ключевское» (бур. Булагын hомон) — муниципальное образование в Заиграевском районе Бурятии Российской Федерации.
Административный центр — посёлок Татарский Ключ.

## История
Статус и границы сельского поселения установлены Законом Республики Бурятия от 31 декабря 2004 года № 985-III «Об установлении границ, образовании и наделении статусом муниципальных образований в Республике Бурятия»

## Население
| 2002  | 2011  | 2012  | 2013  | 2014  | 2015  | 2016  |
| ----- | ----- | ----- | ----- | ----- | ----- | ----- |
| 3926  | ↘1861 | ↘1850 | ↘1828 | ↘1794 | ↘1764 | ↘1752 |
| 2017  | 2018  | 2019  | 2020  | 2021  | 2023  | 2024  |
| ↘1725 | ↘1704 | ↘1664 | ↘1653 | ↘1403 | ↘1390 | ↘1372 |

## Состав сельского поселения
| № | Населённый пункт | Тип населённого пункта          | Население |
| - | ---------------- | ------------------------------- | --------- |
| 1 | Татарский Ключ   | посёлок, административный центр | ↘1372     |